# Göksun
Göksun (em latim: Coxon ou Cucusus) é uma cidade e um distrito da província de Kahramanmaraş, na região do Mediterrâneo na Turquia.

## História
É uma cidade muito antiga, incluída pela primeira vez na Cataônia, depois na Capadócia e finalmente na Armênia, perto da fonte do rio Piramo. Aqui morreram o imperador Basilisco e o bispo de Constantinopla Paulo, o Confessor. E foi para cá que foi exilado João Crisóstomo.